# الحتاني
الحتاني قرية سوريّة تتبع إداريّاً لمحافظة حلب منطقة السفيرة ناحية تلعرن، بلغ تعداد سكانها 598 نسمة حسب التعداد السكاني لعام 2004.